# Aida
Aida es una ópera en cuatro actos con música de Giuseppe Verdi y libreto en italiano de Antonio Ghislanzoni, basado en la versión francesa de Camille du Locle de la historia propuesta por el egiptólogo francés Auguste Mariette. Aida fue estrenada en el Teatro de Ópera del Jedive en El Cairo el 24 de diciembre de 1871, dirigida por Giovanni Bottesini. 
Recibe el nombre de su protagonista, una princesa nubia esclava en Egipto. El nombre de Aida o Aída se popularizó tras el éxito de la ópera, ya que no era tradicional, y quizá esté inspirado en la palabra árabe عايدة, que significa ‘visitante’ o ‘que regresa’.

## Origen
Ismail Pachá, jedive (gobernador) de Egipto, encargó a Verdi una ópera para representarla en enero de 1871, pagándole para ello 150 000 francos, pero el estreno se retrasó debido a la guerra franco-prusiana. Un erudito ha señalado que fue escrita por Temistocle Solera y no por Auguste Mariette. El libreto de Metastasio Nitteti (1756) fue una fuente principal de la trama.
En contra de la creencia popular, la ópera no se escribió para conmemorar la inauguración del Canal de Suez en 1869, ni tampoco para el Teatro de Ópera del Jedive (que se abrió con el Rigoletto de Verdi) en el mismo año. A Verdi le pidieron componer una oda para la apertura del Canal, pero declinó la petición arguyendo que no escribía "piezas ocasionales", pero comenzó a barajar la idea de componer una ópera. Pasha intentó convencer nuevamente a Verdi, e incluso a Gounod o Wagner, abriendo la posibilidad de componer una ópera. Cuando Verdi leyó el argumento escrito por Auguste Mariette lo consideró como una buena opción y finalmente aceptó el encargo el 2 de junio de 1870.

## Historia de las representaciones

### Estreno en El Cairo y éxito en Italia

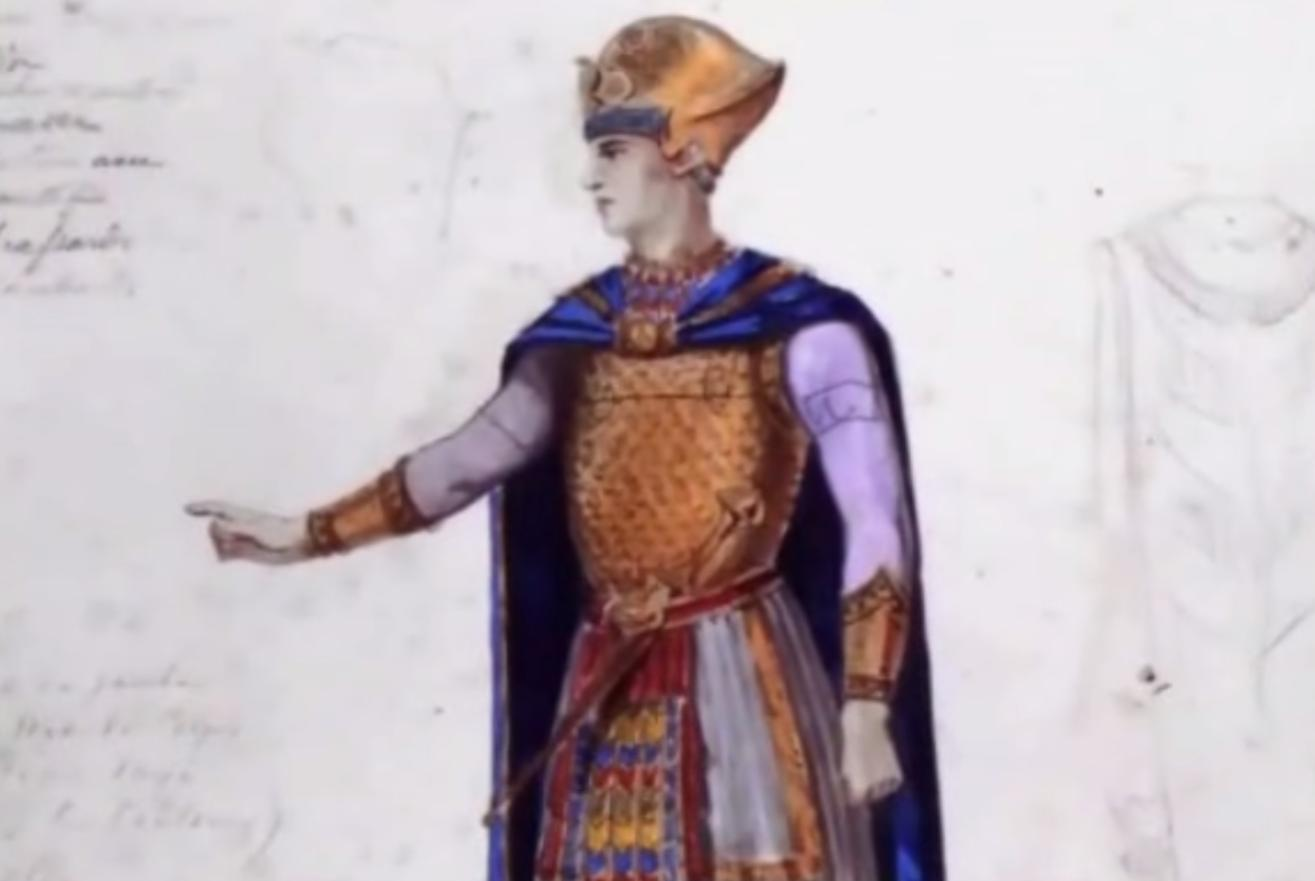
Esbozo por Auguste Mariette para el estreno.

Verdi originalmente eligió no escribir una obertura para la ópera, sino meramente un breve preludio orquestal. Luego compuso una obertura de la variedad popurrí para reemplazar al preludio original. Sin embargo, al final decidió que no se interpretara la obertura debido a su -en sus propias palabras- "insipidez pretenciosa". Esta obertura, que no se usa normalmente hoy, se ofreció en una insólita interpretación por Arturo Toscanini y la Orquesta Sinfónica de la NBC el 30 de marzo de 1940, que nunca se lanzó comercialmente.
Aida tuvo gran éxito cuando finalmente se estrenó en El Cairo el 24 de diciembre de 1871. Verdi se acercó al género de la Grand Opéra, creando una obra espectacular, de gran despliegue escénico (grandes coros y escenas, efectos especiales). La representación fue grandiosa. El vestuario, los accesorios y el escenario para el estreno fueron diseñados por Auguste Mariette. La corona que ceñía Amneris era de oro macizo y las armas de Radamés de plata. Fueron sus protagonistas la soprano Antonietta Pozzoni (Aida), el tenor Pietro Mongini (Radamés), la mezzosoprano Eleonora Grossi (Amneris) y el barítono Francesco Steller (Amonasro) entre otros. Verdi había escrito el papel de Aida para la voz de Teresa Stolz, quien lo cantó por vez primera en el estreno milanés. Verdi había pedido al prometido de Teresa, Angelo Mariani, que dirigiera el estreno en El Cairo, pero él declinó la oferta, de manera que se encargó de ello Giovanni Bottesini. Aunque Verdi no acudió al estreno en El Cairo, estuvo muy insatisfecho con el hecho de que la audiencia estuviera formada por dignatarios, políticos y críticos, pero no miembros del público en general. Por lo tanto consideró el estreno en Italia (y por lo tanto en Europa), que tuvo lugar en La Scala de Milán el 8 de febrero de 1872, y en el que se implicó intensamente en cada etapa, como su estreno real. La Amneris de Milán, Maria Waldmann, fue su favorita en el papel y le pidió que lo repitiera varias veces.
Aida fue recibida con gran entusiasmo en su estreno milanés. La ópera pronto se representó en los principales teatros de ópera por toda Italia, incluyendo el Teatro Regio di Parma (20 de abril de 1872), el Teatro di San Carlo (30 de marzo de 1873), La Fenice (11 de junio de 1873), el Teatro Regio di Torino (26 de diciembre de 1874), el Teatro Comunale de Bolonia (30 de septiembre de 1877, con Giuseppina Pasqua como Amneris y Franco Novara como el rey), y el Teatro Costanzi (8 de octubre de 1881, con Theresia Singer como Aida y Giulia Novelli como Amneris) entre otros.

### Interpretaciones
Es una de las óperas más populares del compositor italiano, quien era por entonces un compositor de gran prestigio en toda Europa. El éxito de esta nueva ópera cimentó aún más su fama internacional.
Detalles de estrenos internacionales de Aida son:
- Argentina: 4 de octubre de 1873, Teatro Colón en Buenos Aires (en el Teatro Colón original anterior al actual, donde hoy se levanta la Casa Central del Banco de la Nación Argentina en Plaza de Mayo).
- Estados Unidos: 26 de noviembre de 1873, Academia de Música en la ciudad de Nueva York, con Ostava Torriani en el rol titular, Annie Louise Cary como Amneris, Italo Campanini como Radames, Victor Maurel como Amonasro y Evasio Scolara como el rey.
- Alemania: 20 de abril de 1874, Ópera Estatal de Berlín, con Mathilde Mallinger como Aida, Albert Niemann como Radamés y Franz Betz como Amonasro.
- España: 12 de diciembre de 1874, Teatro Real.
- Austria: 29 de abril de 1874, Ópera Estatal de Viena, con Amalie Materna como Amneris.
- Hungría: 10 de abril de 1875, Ópera Estatal de Hungría, Budapest.[11]
- Polonia: 23 de noviembre de 1875, Gran Teatro y Ópera Nacional de Polonia, Varsovia. Con traducción al polaco Aida se representó por vez primera el 9 de junio de 1877.
- Francia: 22 de abril de 1876, Théâtre-Lyrique Italien, Salle Ventadour, París, con casi el mismo elenco que el estreno en Milán.[11]
- Rusia: 1 de diciembre de 1875, Teatro Mariinski, San Petersburgo.
- Bohemia: 11 de diciembre de 1875, Nuevo Teatro Checo, Praga.
- Reino Unido: 22 de junio de 1876, Royal Opera House, Covent Garden, con Adelina Patti como Aida y Ernesto Nicolini como Radamés.[12]
- Mónaco: 13 de mayo de 1877, Teatro Nacional, Monte Carlo
- Australia: 6 de septiembre de 1877, Royal Theatre, Melbourne.[13]
- Múnich: 1877, Ópera Estatal de Baviera, con Josephine Schefsky como Amneris.[14]
- Estocolmo: 1880, Ópera Real de Suecia, con Selma Ek en el rol titular.[15]
- Palais Garnier, París: 15 de octubre de 1881, con Gabrielle Krauss como Aida, Rosine Bloch como Amnéris, Henri Sellier como Radamés, Georges-François Menu como el rey y Auguste Boudouresque como Ramphis.
- Metropolitan Opera, Nueva York: 12 de noviembre de 1886, dirigida por Anton Seidl, con Therese Herbert-Förster (la esposa de Victor Herbert) en el rol titular, Carl Zobel como Radamés, Marianne Brandt como Amneris, Adolf Robinson como Amonasro, Emil Fischer como Ramfis y Georg Sieglitz como el rey.[11]
- Río de Janeiro: 30 de junio de 1886, Theatro Lyrico Fluminense. Durante los ensayos en el Theatro Lyrico se desarrolló una discusión entre los intérpretes de la compañía itinerante de ópera italiana y el inepto director local, lo que dio como resultado que el público rechazase a los directores sustitutos. Arturo Toscanini, que en aquella época era un violonchelista de 19 años que asistía como director del coro, fue convencido para hacerse cargo de la batuta durante la representación. Toscanini dirigió toda la ópera de memoria, con gran éxito. Este sería el comienzo de su destacada carrera.[16][17]
- Panamá 1908: 1 de octubre. Inauguración del Teatro Nacional de Panamá, interpretada por la compañía italiana de Mario Lombardi.
- Colombia: 6 de julio de 1915. Teatro Colón de Bogotá. Como parte de la temporada de Opera de Bogotá.
- Nueva York 1949. Versión en concierto íntegra de la ópera, la primera televisada (por la cadena NBC), dirigida por Toscanini con Herva Nelli como Aida y Richard Tucker como Radamés. Debido a la longitud de la ópera, se dividió en dos retransmisiones, conservada en kinescopio, y más tarde lanzada en video para el hogar por la RCA y Testament. La porción de audio de la retransmisión, incluidas algunas repeticiones en junio de 1954, fue lanzada en elepé y cedé por RCA Victor.

Palacio de Bellas Artes 
- CDMX 3 de julio de 1951; Histórica función con María Callas cómo Aida, Mario del Mónaco cómo Radamés y Oralia Dominguez cómo Amneris.

Al final del segundo acto María callas explota con un mi bemol, dejando anonadado al público.

### SiglosXXyXXI
Aida sigue siendo importante dentro del mundo operístico y en la lista de Operabase de las óperas más representadas en todo el mundo para el período 2005-2010. Para el año 2007, la Metropolitan Opera sola había dado más de 1100 representaciones de la ópera, haciendo de ella la segunda más frecuentemente representada por la compañía después de La bohème. De entre las puestas en escena que se han hecho, el Gran Teatro del Liceo de Barcelona conserva una de las que tiene más solera: los decorados que Josep Mestres Cabanes creó en los años 40 y que se han venido utilizando en diferentes reposiciones hasta 2020.

## Personajes

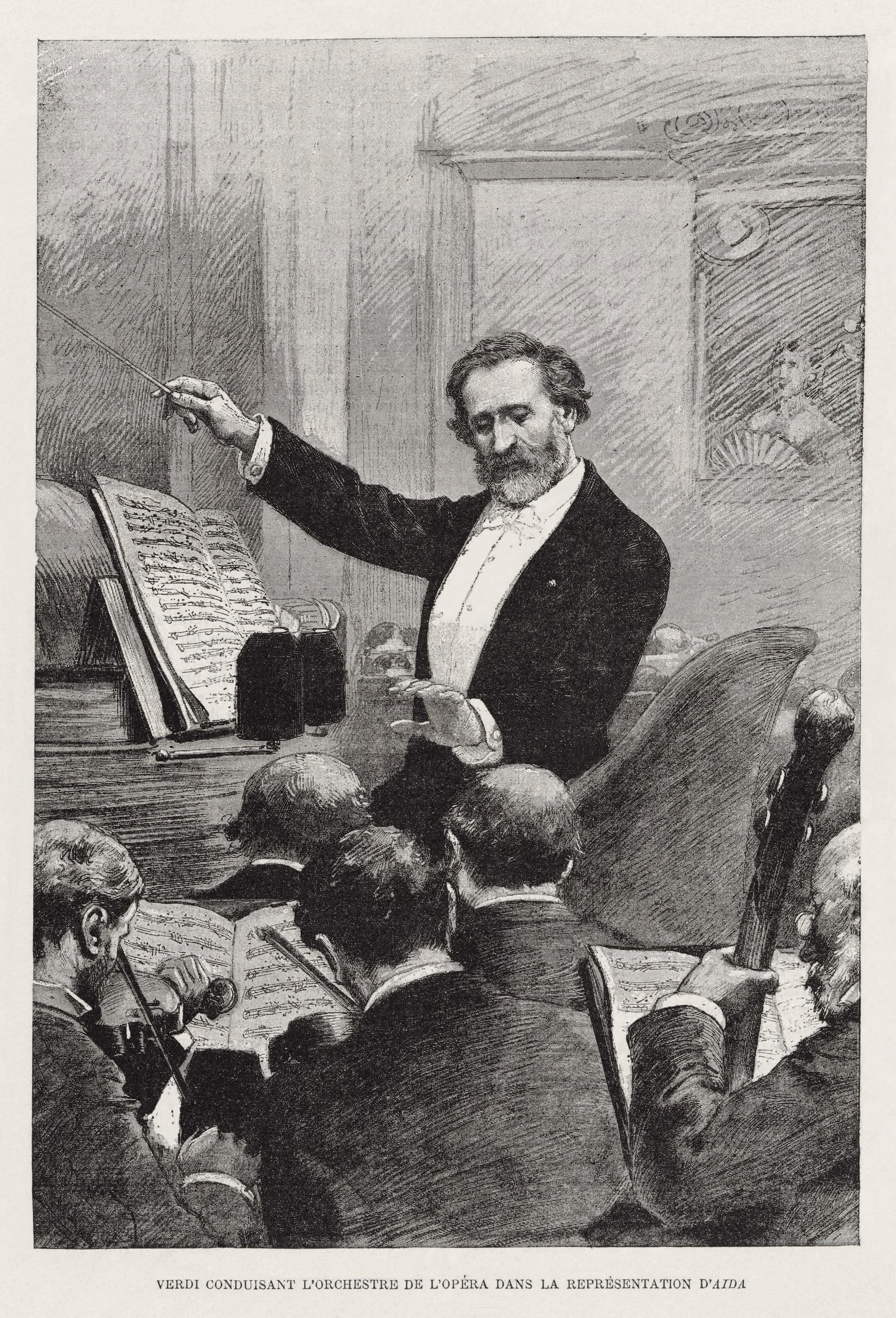
Verdi dirigiendo la orquesta en una representación de Aida en 1880

| Personaje                                                                                                  | Tesitura     | Elenco del estreno, 24 de diciembre de 1871 El Cairo (Director: Giovanni Bottesini) | Estreno europeo 8 de febrero de 1872 La Scala, Milán (Director: Franco Faccio) |
| --- | ------------ | ----------------------------------------------------------------------------------- | ------------------------------------------------------------------------------ |
| Aida, princesa etíope                                                                                      | soprano      | Antonietta Anastasi-Pozzoni                                                         | Teresa Stolz                                                                   |
| Radamés, capitán egipcio                                                                                   | tenor        | Pietro Mongini                                                                      | Giuseppe Fancelli                                                              |
| Amneris, hija del rey de Egipto                                                                            | mezzosoprano | Eleonora Grossi                                                                     | Maria Waldmann                                                                 |
| Amonasro, rey de Etiopía y padre de Aida                                                                   | barítono     | Francesco Steller                                                                   | Francesco Pandolfini                                                           |
| Ramfis, sumo sacerdote de Ptah                                                                             | bajo         | Paolo Medini                                                                        | Ormando Maini                                                                  |
| El rey de Egipto, padre de Amneris                                                                         | bajo         | Tommaso Costa                                                                       | Paride Pavoleri                                                                |
| Un mensajero                                                                                               | tenor buffo  | Luigi Stecchi-Bottardi                                                              | Luigi Vistarini                                                                |
| Voz de una suma sacerdotisa                                                                                | soprano      | Marietta Allievi                                                                    |                                                                                |
| Coro: sacerdotes, sacerdotisas, ministros, capitanes, soldados, oficiales, etíopes, esclavos y prisioneros |              |                                                                                     |                                                                                |

## Argumento

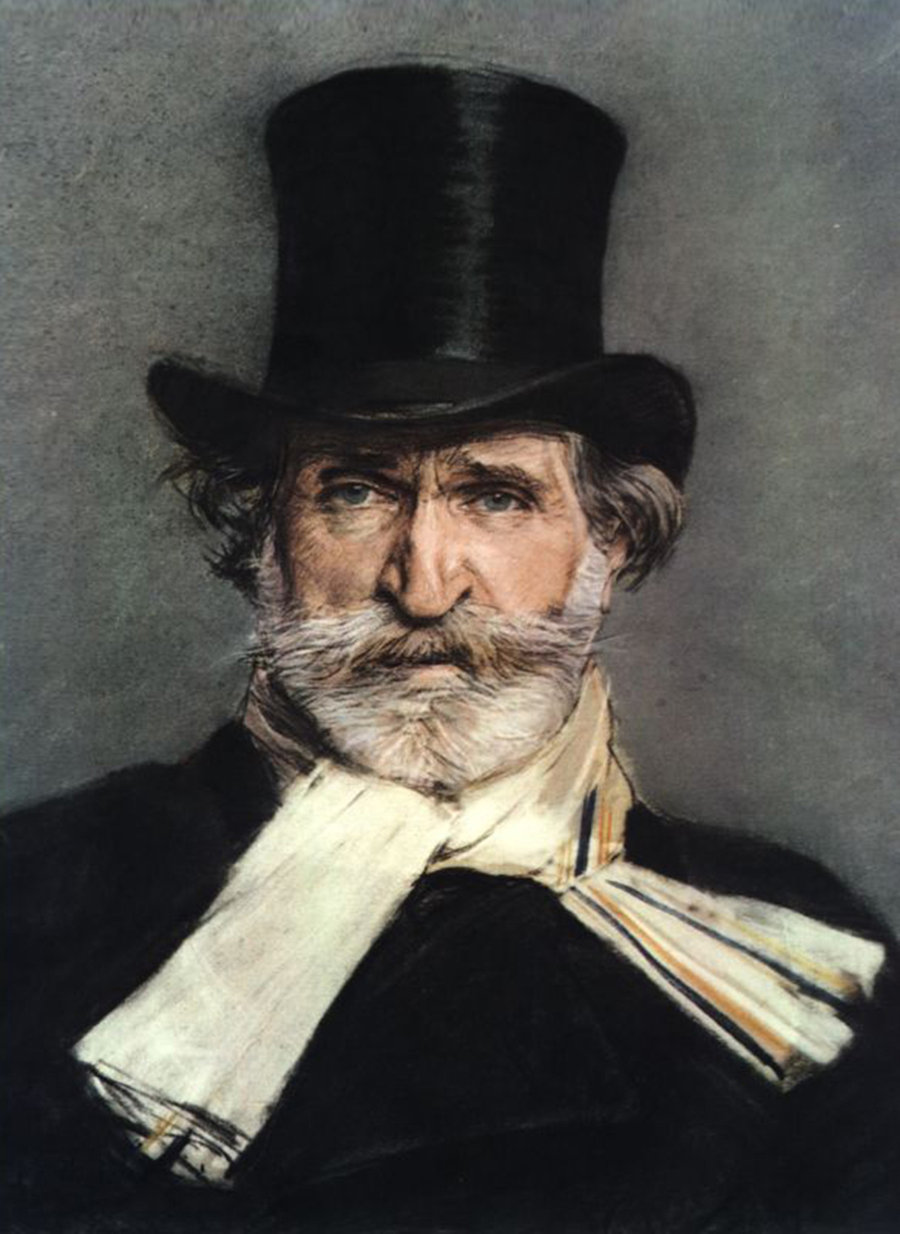
Giuseppe Verdi.

### Resumen
La ópera no especifica de manera muy precisa el periodo histórico en que se desarrolla, de manera que es difícil ubicarla de manera precisa dentro del Reino Antiguo. Para la primera representación, Mariette hizo un enorme esfuerzo para que tanto los escenarios como los trajes parecieran auténticos. Dada la constancia de los estilos artísticos a lo largo de tres mil años de historia del Antiguo Egipto, ninguna producción necesita escoger un período temporal específico dentro del amplio marco de la historia del Antiguo Egipto.
Aida, una princesa etíope, es capturada y llevada a Egipto como esclava. Un comandante militar, Radamés, lucha al dividirse entre su amor por ella y su lealtad al Faraón. Para complicar la historia aún más, Radamés es objeto del amor de la hija del Faraón, Amneris, aunque él no corresponde a sus sentimientos.

### Acto I
Escena 1: Un salón en el palacio del rey; a través de la puerta trasera se ven las pirámides y los templos de Menfis
Ramfis, el sumo sacerdote de Egipto, le dice a Radamés, el joven guerrero, que la guerra con los etíopes parece inevitable, y Radamés expresa su esperanza de ser elegido como comandante egipcio. (Ramfis, Radamés: Si, corre voce I'Etiope ardisca / "Sí, se rumorea que Etiopía se atreve de nuevo a desafiar nuestro poder"). Radamés sueña tanto con obtener la victoria en el campo de batalla como de Aida, la esclava etíope a la que ama en secreto. Canta «("Celeste Aida")». Se trata de una página en cuyo recitativo «se quel guerrier io fossi» oímos al militar que espera ser designado caudillo de su pueblo en la guerra contra los etíopes. Luego se expresa el enamorado: la gloria que anhela le servirá para coronar a Aida y subirla a «un trono junto al sol». Aida, que está también en secreto enamorada de Radamés, es la hija capturada del rey etíope Amonasro, pero sus captores egipcios no son conscientes de su verdadera identidad. Su padre ha invadido Egipto para liberarla de la esclavitud.
Amneris, la hija del rey egipcio entra en el salón. Ella también ama a Radamés, pero teme que su corazón pertenezca a alguien más (Radamés, Amneris: Quale insolita gioia nel tuo sguardo / "En tu mirada veo una alegría insólita").
Entonces aparece Aida y, cuando Radamés la ve, Amneris se da cuenta de que él parece perturbado. Ella sospecha que Aida puede ser su rival, pero es capaz de esconder sus celos y se acerca a ella (Amneris, Aida, Radames: Vieni, o diletta, appressati / "Ven, querida mía, acércate").
El rey entra, junto con el sumo sacerdote, Ramfis, y toda la corte del palacio. Un mensajero anuncia que los etíopes, liderados por el rey Amonasro, marchan hacia Tebas. El rey declara la guerra y proclama a Radamés para ser el hombre elegido por la diosa Isis como líder del ejército (El rey, Mensajero, Radamés, Aida, Amneris, coro: Alta cagion v'aduna / "Oh el destino se cierne sobre Egipto"). Al recibir el mandato del Rey, Radamés se encamina al templo de Ptah para tomar las armas sagradas (El rey, Radamés, Aida, Amneris, coro: Su! del Nilo al sacro lido / "¡Arriba! Del sagrado río Nilo, guardad las orillas").
La escena finaliza con Aida sola en el salón, cantando Ritorna vincitor / "Regresa vencedor", en la que se siente dividida entre su amor como hija, la lealtad a su país y el amor por Radamés, haciendo suyas las palabras con que los egipcios saludan a Radamés, recién nombrado general del ejército, deseándole la victoria. Ella también quiere el éxito de su amado y supone, al tiempo, la derrota de su padre Amonasro, rey de los etíopes. Amor y deber patrio luchan en el corazón generoso de la angustiada joven, que al final de la página ruega compasión a los dioses («Numi, pietà»).
Escena 2: Dentro del templo de Ptah
En el templo de Ptah, en Menfis, los sacerdotes invocan la ayuda de los dioses a través de solemnes ceremonias y danzas (Suma Sacerdotisa, coro, Radamés: Possente Ftha...Tu che dal nulla / "Oh, todopoderoso Ptah."), a lo que sigue el nombramiento de Radamés como jefe del ejército (suma sacerdotisa, coro, Radamés: Immenso Ftha .. Mortal, diletto ai Numi / "Oh todopoderoso, ¡cuida y protege!"). Todos los que están presentes en el templo rezan por la victoria de Egipto y la protección de sus guerreros (Nume, custode e vindice/ "Escúchanos, oh deidad guardiana").

### Acto II
Escena 1: Sala privada de Amneris

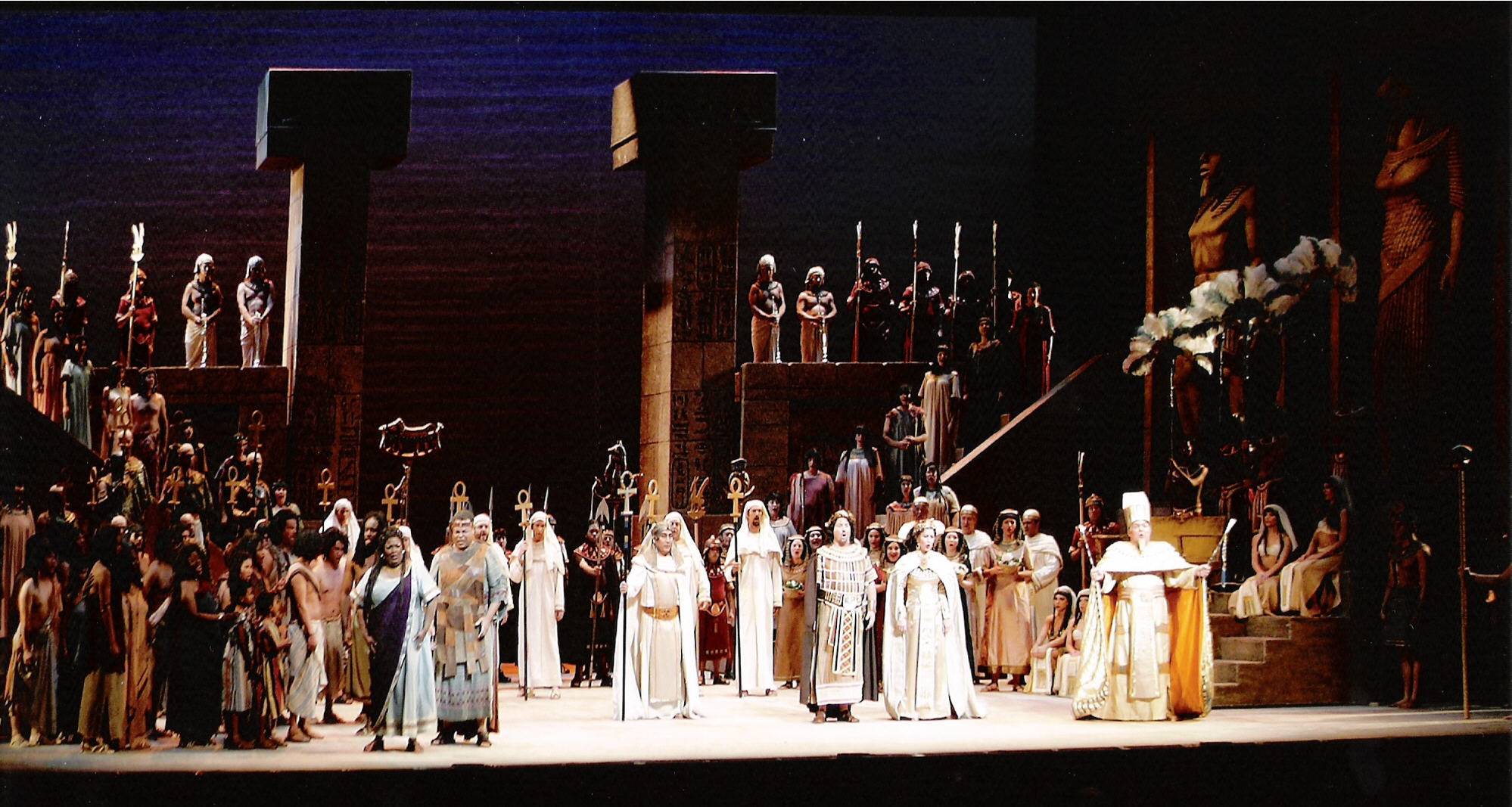
La "escena triunfal" de la producción de Opera Pacific de Aida en 2006, protagonizada por Angela Brown como Aida, Donnie Ray Albert como Amonasro, Andrew Gangestad como Ramfis, Carl Tanner como Radamés, Milena Kitić como Amneris y Stefan Szkafarowsky como Rey de Egipto.

Se desarrollan danzas y música para celebrar la victoria de Radamés (Coro, Amneris: Chi mai fra gli inni e i plausi / "Nuestras canciones alaban su gloria"'). Sin embargo, Amneris aún duda sobre el amor de Radamés y se pregunta si Aida está enamorada del joven guerrero. Intenta olvidar sus dudas, entreteniendo su corazón preocupado con la danza de esclavas moras (Coros, Amneris: Vieni: sul crin ti piovano / "Venid, vosotras de mechones largos y sueltos").
Cuando Aida entra en la cámara, Amneris pide que todo el mundo se marche. Se produce el enfrentamiento entre Aida y Amneris: la princesa egipcia interroga con astucia a la esclava que, involuntariamente, descubre su amor por Radamés. (Amneris, Aida: Fu la sorte dell' armi a' tuoi funesta / "El resultado de la batalla fue cruel para tu pueblo..."). El contraste entre las tesituras de las dos voces (soprano y mezzosoprano), la sutilezas de la orquestación y el empleo de los temas musicales asociados a los dos personajes son elementos manejados por Verdi de modo admirable. D.: En la sorte dell'armi [La suerte de las armas] Amore! Amore!; E vero, io l'amo; Alla pompa; Numi, pietà [¡Amor, amor!; Es cierto, lo amo; A la pompa; Dioses, piedad].
Esta confesión encoleriza a Amneris, quien se revela como su rival y planea vengarse de Aida. Ignorando las peticiones de Aida, (Amneris, Aida, coro: Su! del Nilo al sacro lido / "¡Arriba! en las orillas sagradas del Nilo") Amneris la deja a solas en la cámara.
Escena 2: La gran puerta de la ciudad de Tebas
Radamés regresa victorioso y las tropas marchan dentro de la ciudad. Se desarrolla una escena de enorme espectacularidad que sirve de justificación a colosales montajes. El coro inicial (Gloria all'Egitto, ad Iside / "Gloria a Egipto, ¡a Isis!") fue adoptado por el jedive que encargó la ópera a Verdi como himno nacional, y se ha convertido en uno de los pasajes corales más representativos de la época.
El rey de Egipto decreta que en este día el triunfante Radamés puede tener lo que desee. Los cautivos etíopes están reunidos y Amonasro aparece entre ellos. Aida inmediatamente se aproxima a su padre, pero sus verdaderas identidades aún son desconocidas para los egipcios, excepto por el hecho de que son padre e hija. Amonasro declara que el rey etíope (él mismo) ha resultado muerto en la batalla. Aida, Amonasro y los etíopes capturados ruegan al rey egipcio que se apiade de ellos, pero los egipcios piden su muerte (Aida, Amneris, Radamés, el rey, Amonasro, coro: Che veggo! .. Egli? .. Mio padre! .. Anch'io pugnai / "¿Qué veo?.. ¿Es él? ¿Mi padre?").
Como recompensa por parte del rey, Radamés le ruega que no mate a los prisioneros y los libere. Agradecido, el rey de Egipto declara que Radamés será su sucesor y el prometido de su hija (Aida, Amneris, Radamés, el rey, Amonasro, coro: O Re: pei sacri Numi! .. Gloria all'Egitto / "Oh Rey, por los dioses sagrados..."). Aida y Amonasro permanecen como rehenes para asegurar que los etíopes no se vengarán de su derrota.

### Acto III
Entrada del templo de Isis junto al Nilo
Se dicen oraciones (Coro, Ramfis, Amneris: O tu che sei d'Osiride / "Oh tú que perteneces a Osiris...") en la víspera del matrimonio entre Amneris y Radamés en el Templo de Isis. Fuera, Aida espera encontrarse con Radamés tal como habían planeado (Aida: Qui Radames verra .. O patria mia / "Oh, ¡mi amada patria!"), en la que la joven recuerda su tierra natal, que nunca volverá a ver. Esta romanza no figuraba en el estreno de El Cairo y Verdi la escribió para la soprano Teresa Stolz.
La inspiración de Verdi y su talento como orquestador y dramaturgo alcanzan en el acto tercero un punto culminante. Casi todo el acto está dominado por Aida, casi omnipresente, lo que plantea a su intérprete un arduo problema: dos espléndidos y largos dúos —con su padre primero y con Radamés después— someten a durísima prueba su capacidad musical y su preparación técnica.
Amonasro aparece y obliga a Aida a que averigüe a través de Radamés dónde se encuentra el ejército egipcio (Aida, Amonasro: Ciel, mio padre! .. Rivedrai le foreste imbalsamate / "¡Cielo, padre mío!... De nuevo tienes que ver."). Cuando él llega, Amonasro se esconde detrás de una roca y escucha su conversación.
Radamés confirma que Aida es la persona con la que se casará (Pur ti riveggo, mio dolce Aida .. Nel fiero anelito; Fuggiam gli ardori inospiti .. La, tra foreste vergini / "Te veo de nuevo, ¡mi dulce Aida!"), y Aida lo convence para huir al desierto con ella.
Para que sea más fácil escapar, Radamés propone que usen una ruta segura sin ningún temor a ser descubiertos y también revela el lugar donde su ejército ha decidido atacar. Al oír esto, Amonasro sale de su escondite y revela su identidad. Radamés se siente deshonrado. Al mismo tiempo Amneris y Ramfis dejan el templo y, al ver a Radamés con su enemigo, llama a los guardias. Amonasro y Aida intentan convencer a Radamés de que se escape con ellos, pero él lo rechaza y se rinde a los guardias imperiales.

### Acto IV
Escena 1: Salón en el Templo de la Justicia. A un lado está la puerta que lleva a la celda de la prisión de Radamés.

Destaca la gran escena de Amneris, empieza con ella cantando sola (L'aborrita rivale a me sfuggia / "Mi odiada rival se ha escapado") desea salvar a Radamés. Dice que se lo lleven y entonces sigue la escena con ella y Radamés. Le pide a Radamés que niegue las acusaciones, pero Radamés lo rechaza. El joven, traidor involuntario a su patria y sin posibilidad de recuperar a Aida solo desea morir. Seguro de que, como castigo, será condenado a muerte, Amneris le pide que se defienda, pero Radamés lo rechaza firmemente. Él se siente aliviado al saber que Aida aún está viva y confía en que ella haya llegado a su propio país (Amneris, Radamés: Gia i Sacerdoti adunasi / "Ya los sacerdotes se están reuniendo"). Amneris se siente herida por su decisión.
Sigue el juicio de Radamés, que tiene lugar fuera del escenario; él no responde a las acusaciones de Ramfis y es condenado, mientras Amneris, que continúa en escena, ruega a los sacerdotes que muestren su piedad. Lo sentencian a morir enterrado vivo, y entonces Amneris llama a los sacerdotes de Isis «tigres sedientos de sangre» (Escena del juicio, Amneris, Ramfis y coro: Ahime! .. morir mi sento / "Ay... Siento la muerte").
Escena 2: La porción inferior del escenario muestra el subterráneo en el Templo de Ptah; la porción superior muestra el primer piso del templo.

Radamés ha sido llevado al subterráneo del templo y sellado en una oscura bóveda, está enterrado vivo. Cree que está solo y confía en que Aida esté en un lugar más seguro. Pero oye un suspiro y descubre en la tumba a su amada, quien se ha escondido en la bóveda para morir con Radamés (Radamés y Aida: La fatal pietra sovra me si chiuse. / "La piedra fatal ahora se cierra sobre mí"). Aceptan su terrible destino, unen sus voces en el célebre «O terra, addio» (Radamés: Morir! Si pura e bella / "¡Morir! ¡Tan pura y bella!") y se despiden de la tierra y sus penas.
Por encima de la bóveda en el templo de Ptah, Amneris, impotente y profundamente dolorida, implora a Isis para que su adorado Radamés pueda descansar en paz, ignorando que en su tumba Aida lo acompañará eternamente. En el subterráneo, Aida muere en los brazos de Radamés. (Coro, Aida, Radamés, Amneris: Immenso Ftha / "Todopoderoso Ptah").

## Adaptaciones
La ópera se ha adaptado para el cine en diversas ocasiones, destacando una producción de 1953 que protagonizaron Lois Maxwell y Sophia Loren, y una producción sueca de 1987. En ambos casos, los actores protagonistas hacían play-back con grabaciones de verdaderos cantantes de ópera. La historia de la ópera, aunque no su música, se usó como base de un musical del mismo nombre de 1998 escrita por Elton John y Tim Rice.

## Intérpretes y discografía
Aidas famosas fueron la yugoslava Zinka Milanov, Renata Tebaldi,Leyla Gencer, Maria Callas, Anna Tomowa-Sintow, Maria Chiara y Montserrat Caballé. Entre las intérpretes negras, destacaron Leontyne Price, Martina ArroyoShirley Verrett y Grace Bumbry (quien también cantó el rol de Amneris). 
En el papel de Amneris destacaron Giulietta Simionato, Ebe Stignani, Fiorenza Cossotto, Shirley Verrett, Ana María Iriarte, Grace Bumbry, Dolora Zajick,Irina Arjípova, Yelena Obraztsova, Olga Borodina y Oralia Domínguez.
Destacados intérpretes de Radamés han sido Carlo Bergonzi, Luciano Pavarotti, Giovanni Martinelli, Enrico Caruso, Pedro Lavirgen, Franco Corelli, Mario del Mónaco, y Plácido Domingo. 
Entre los Amonasro destacaron Leonard Warren, Piero Cappuccilli, Sherrill Milnes y Simon Estes.

### Discografía
- Carlo Sabajno / Dusolina Giannini (Aida), Aureliano Pertile (Radamés), Irene Minghini-Cattaneo (Amneris), Giovanni Inghilleri (Amonasro), Luigi Manfridi (Ramfis). Orquesta y coro del Teatro de La Scala (1929). Pearl; Romophone Cat: 89004-2
- Arturo Toscanini / Herva Nelli, Richard Tucker, Eva Gustavson, Giuseppe Valdengo, Norman Scott. Coro y Orquesta NBC (concierto público, 1949). RCA Cat: 67893
- Oliviero De Fabritiis / Maria Callas, Mario del Monaco, Oralia Domínguez, Giuseppe Taddei, Roberto Silva. Orquesta y coro del Palacio de Bellas Artes de México (1951). Melodram. Grabación en vivo en la Ciudad de México, el 3 de julio; EMI Classics Cat: 62678
- Jonel Perlea / Zinka Milanov, Jussi Björling, Fedora Barbieri, Leonard Warren, Boris Christoff. Orquesta y coro de la Ópera de Roma (1953). RCA / Naxos Historical Cat: 6652 / 8.111042-44[29]
- Tullio Serafin / Maria Callas, Richard Tucker, Fedora Barbieri, Tito Gobbi, Giuseppe Modesti. Orquesta y coro del Teatro de La Scala (1955). EMI Classics / Naxos Historical 563162 Cat: 8.111240-41[30]
- Herbert von Karajan / Renata Tebaldi, Carlo Bergonzi, Giulietta Simionato, Cornell MacNeil, Arnold van Mill. Filarmónica de Viena. Coro Singverein Musikfreunde (1958). Decca Cat: DEC 2894670232
- Georg Solti / Leontyne Price, Jon Vickers. Rita Gorr. Robert Merrill, Giorgio Tozzi. Orquesta y coro de la Ópera de Roma (1961). RCA; Decca Cat: 4607652
- Riccardo Muti / Montserrat Caballé, Plácido Domingo, Fiorenza Cossotto, Piero Cappuccilli, Nicolai Ghiaurov. Orquesta Nueva Filarmonía. Coro del Covent Garden (1974). EMI Classics Cat: 5676132
- Herbert von Karajan / Mirella Freni, José Carreras, Agnes Baltsa, Piero Cappuccilli, Ruggero Raimondi. Filarmónica de Viena. Coro del Staatsoper de Viena (1979). EMI Classics Cat: 81877
- Claudio Abbado / Katia Ricciarelli, Plácido Domingo, Yelena Obraztsova, Leo Nucci, Nikolái Ghiaurov. Orquesta y coro del Teatro de La Scala (1983). Deutsche Grammophon Cat: 4100922
- James Levine / Aprile Millo, Plácido Domingo, Dolora Zajick, James Morris, Samuel Ramey. Orquesta y coro del Metropolitan de Nueva York (1991). Sony Cat: 88697527722

### Himno deportivo
La «Marcha triunfal» (la parte más reconocible de la ópera, que es parte del segundo acto) es una de las obras musicales más utilizadas por las «aficiones» —en fútbol y otros deportes— para corear a sus equipos. De esta parte, se han creado innumerables versiones, algunas con nuevas tecnologías (percusiones electrónicas) fieles a la original, pero con sonidos del siglo XXI, actualmente utilizado para ceremonias de graduación de estudiantes
«Gloria all`Egitto» se usa también, como la marcha nupcial de Mendelssohn en ceremonias religiosas católicas de matrimonio.

## Referencias

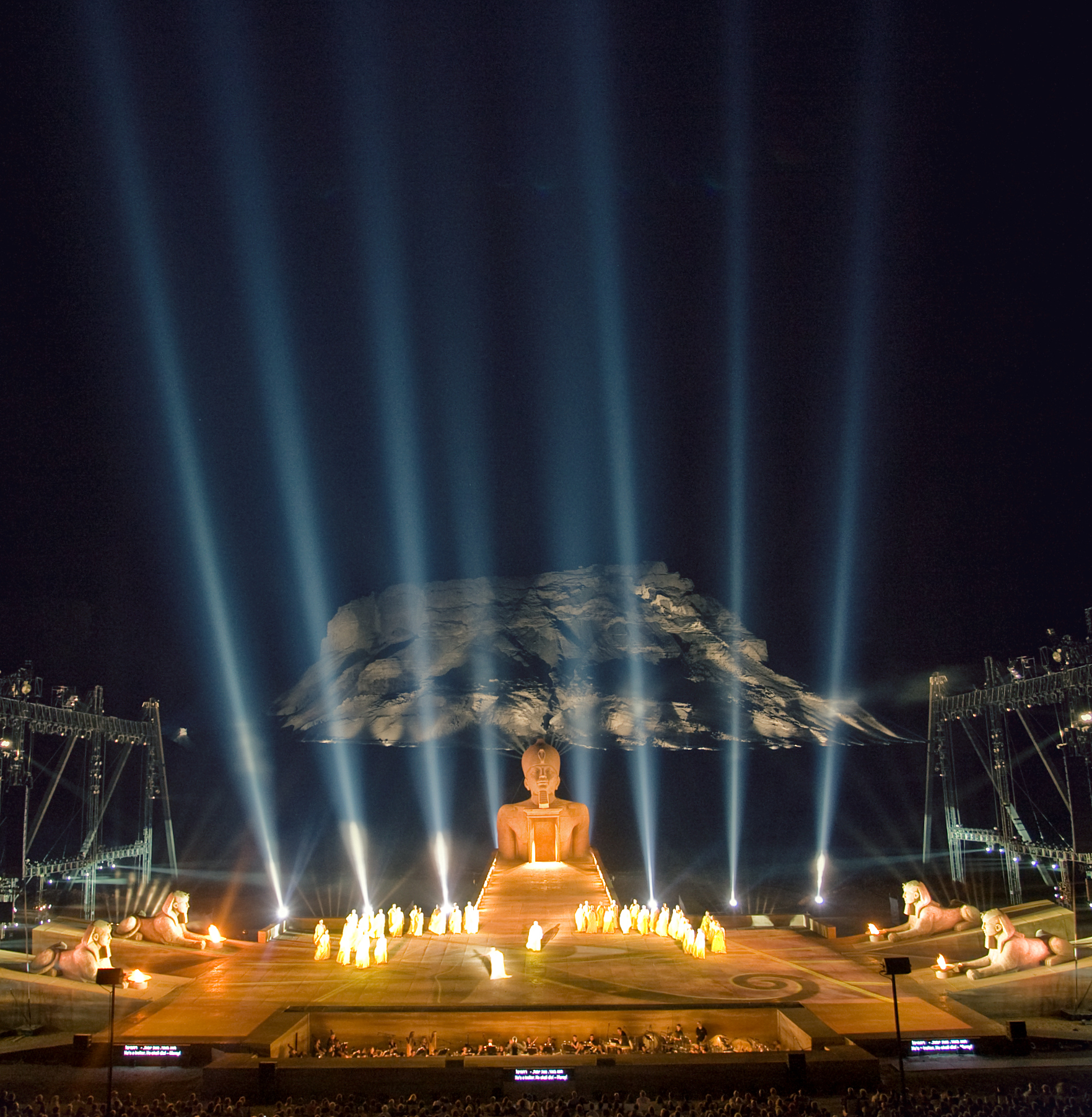
La representación de la Ópera de Israel interpretando Aida a los pies de Masada, 11 de junio de 2011.